# UNIPOM
La Missione di Osservazione delle Nazioni Unite tra l'India e il Pakistan (UNIPOM dall'inglese United Nations India-Pakistan Observation Mission) fu una missione delle Nazioni Unite decisa dal Consiglio di Sicurezza con la risoluzione 211 del 20 settembre 1965.
La missione aveva il mandato di supportare l'"UNMOGIP" nel monitorare il cessate-il-fuoco nella regione del Kashmir e del Jammu.
La missione si rece necessaria dopo che il governo pakistano e quello indiano avevano spedito contingenti militari nella regione.
L'UNIPOM doveva tutelare la sicurezza degli osservatori dell'UNMOGIP e per evitare che la tensione tra i due paesi si trasformasse in guerra.
La missione terminò quando i due paesi ritirarono le truppe, nel marzo 1966.
I paesi contributori di personale militare furono:Australia, Belgio, Birmania, Brasile, Canada, Ceylon,  Cile, Danimarca, Etiopia, Finlandia, Irlanda, Italia, Nepal, Nigeria, Nuova Zelanda, Norvegia, Paesi Bassi, Svezia e Venezuela.